# Catherine T. Hunt
Pour les articles homonymes, voir Hunt.
Catherine T. Hunt (née le 29 juin 1955) est une chimiste américaine. En 2007, elle est présidente de l'American Chemical Society (ACS). Elle est directrice de la Dow Chemical Company.

## Enfance et éducation
Membre d'une fratrie de sept enfants, Catherine Hunt naît à Bronxville, dans l'État de New York, en 1955. Elle obtient sa licence en chimie en 1977 au Smith College et son doctorat en chimie en 1981 à l'université de Californie, à Davis, où elle travaille sur la résonance magnétique nucléaire sous la supervision d'Alan Balch. Elle a ensuite effectué un stage postdoctoral avec Ian Armitage, Robert Shulman et James Prestegard à l'université Yale de 1982 à 1984,,.

## Carrière
Après son stage postdoctoral, Catherine Hunt devient scientifique principale chez Rohm and Haas en 1984 et a ensuite occupé divers postes de direction au sein de l'entreprise. Lorsque Rohm and Haas est rachetée par Dow Chemical Company en 2009, elle y a occupé le poste de directrice de la recherche et du développement, et a depuis pris sa retraite,.
En 2007, Catherine Hunt est présidente de l'American Chemical Society, après avoir été élue en 2006 lors de la première élection de l'ACS pour laquelle le vote par Internet était disponible. Elle a exprimé sa conviction que les États-Unis devaient « raviver leur engagement envers la science », tant dans son discours d'investiture que dans la pétition qu'elle a adressée au président George W. Bush avant sa présidence. Elle est également membre du conseil d'administration de 2006 à 2008 et fait partie du comité des femmes chimistes de l'ACS de Philadelphie,,.

## Récompenses et adhésions
- Catherine Hunt est nommée l'une des 50 meilleures femmes d'affaires de Pennsylvanie par le gouverneur Rendell en 2007[8].
- Elle reçoit la Smith College Medal en 2008 et le Outstanding Alumna of the Year Award de l'UC Davis en 2008[3].
- Elle est nommée membre inaugural de l'American Chemical Society en 2009.
- Catherine Hunt a également été la conférencière Sylvia M. Stoesser 2011-2012 en chimie à l'université de l'Illinois à Urbana-Champaign[9].
- Elle a occupé le poste de professeure invité émérite Brent Halsey en 2017[10].

## Vie personnelle
Catherine Hunt est mariée et le couple a un fils, né en 1991. Ils vivent ensemble à Upper Dublin. Elle a également rejoint le conseil d'administration de l'Académie des sciences naturelles de l'université Drexel. Hunt a encouragé et encadré de nombreuses femmes qui souhaitaient suivre une formation dans le domaine des STIM. En tant que scientifique modèle pour de nombreuses femmes, elle est l'une des 25 femmes qui ont représenté les États-Unis dans la délégation des femmes en sciences du People to People Ambassador Program à Cuba, où elle a présenté un article intitulé Virtuous, not just Virtual, Teams : Analytical Networks Deliver. Pendant son temps libre, elle aime servir de mentor, juger des foires scientifiques et siéger au conseil de la bibliothèque d'Upper Dublin.